# Hidrocanoa

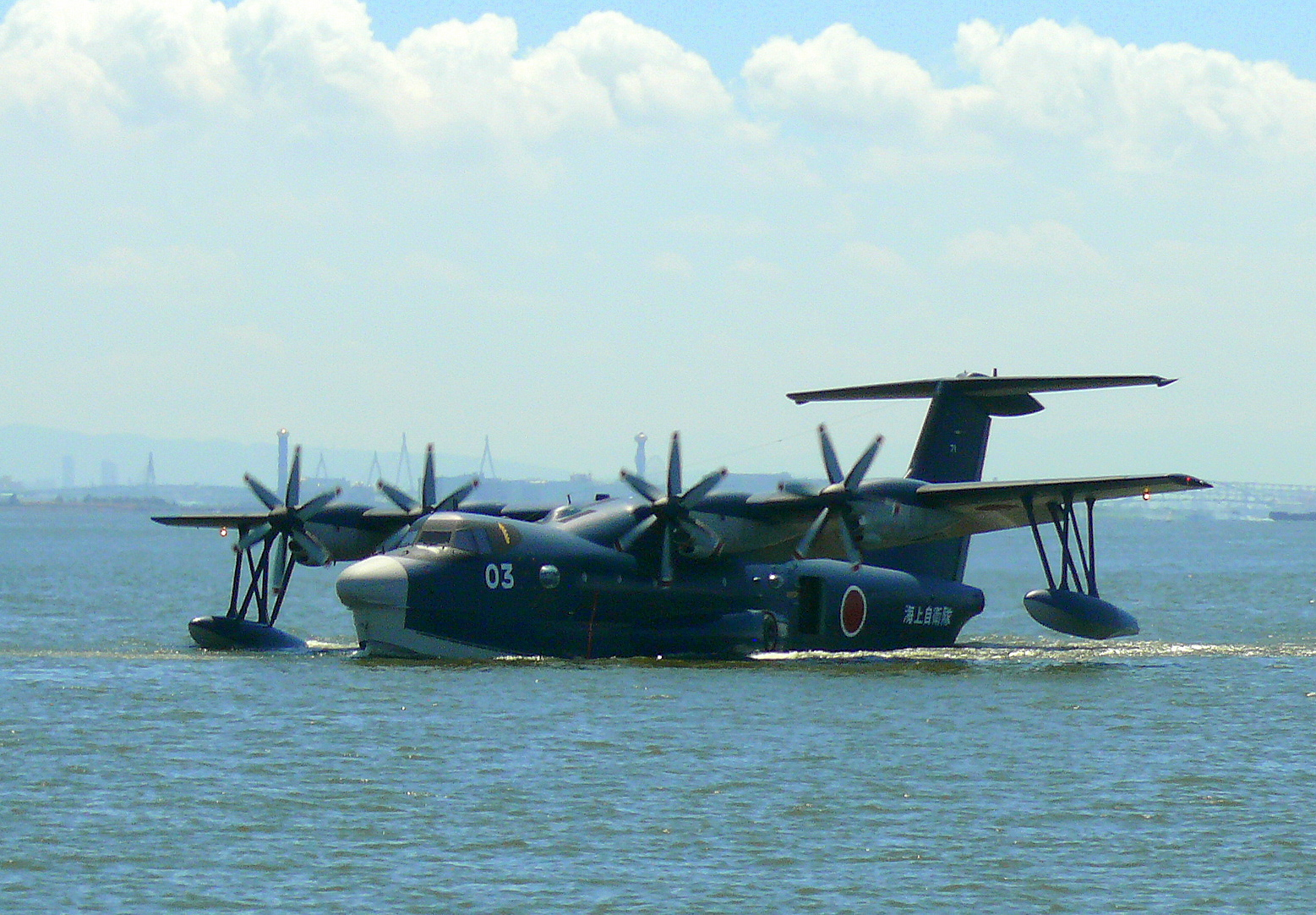
ShinMaywa US-2, un moderno hidrocanoa anfibio empleado en labores de búsqueda y rescate por la Fuerza Marítima de Autodefensa de Japón.

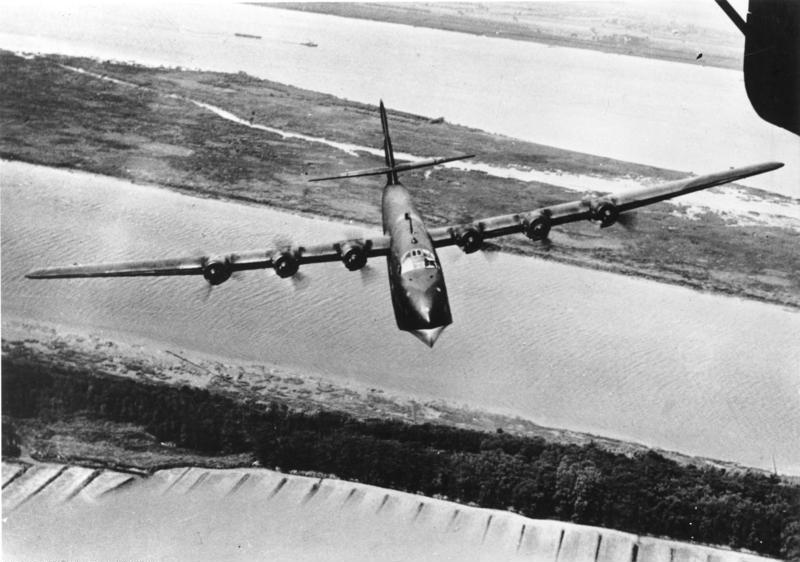
Hidrocanoa Blohm & Voss BV 222, el avión más grande utilizado en la Segunda Guerra Mundial.

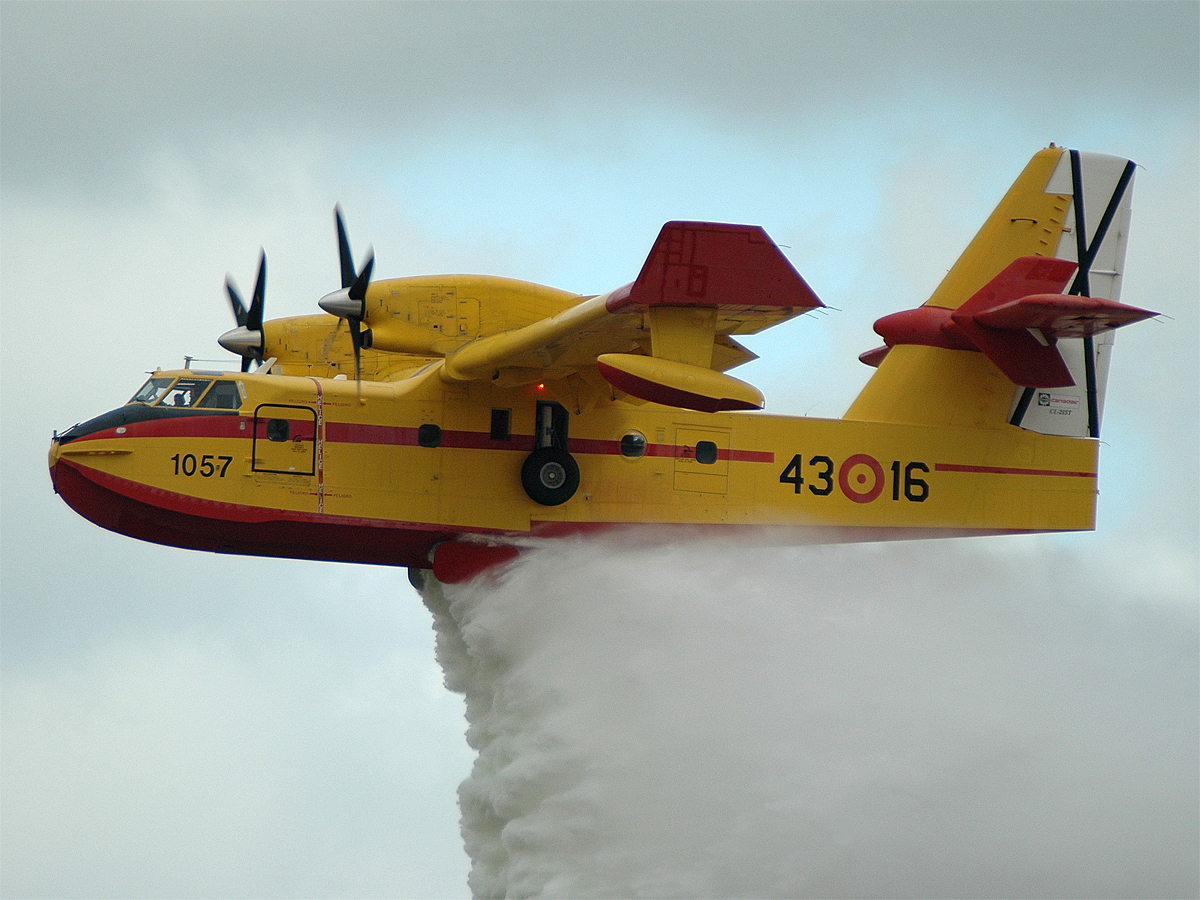
Canadair CL-215, un hidrocanoa anfibio utilizado para la extinción de incendios forestales en numerosos países.

Un hidrocanoa o hidroavión de canoa es un tipo de hidroavión cuyo fuselaje tiene forma de casco, permitiendo que pueda amerizar directamente en el agua. Difiere de un hidroavión de flotadores en que es el fuselaje el que proporciona la flotabilidad, aunque necesita disponer de flotadores estabilizadores bajo las alas o salientes en forma de ala embrionaria (llamados sponsons, con funciones de flotabilidad y estabilidad, como quilla de balance).
Su uso se generalizó durante la Primera Guerra Mundial, creciendo rápidamente tanto en escala como en capacidad durante el período de entreguerras, tiempo durante el cual numerosos operadores encontraron el éxito comercial con el tipo. Los hidrocanoas fueron algunos de los aviones más grandes de la primera mitad del siglo XX, solo superados en tamaño por los bombarderos desarrollados tras la Segunda Guerra Mundial. Su ventaja consistía en utilizar el agua en lugar de las costosas pistas de aterrizaje, lo que los convirtió en la base de las líneas aéreas internacionales en el periodo de entreguerras. También se utilizaron comúnmente como aviones de patrulla marítima y salvamento marítimo, especialmente en tiempos de conflicto. Hidrocanoas como el PBY Catalina y el Short Sunderland desempeñaron papeles clave tanto en el Teatro del Pacífico como en el del Atlántico, en la Segunda Guerra Mundial.
Después de la Segunda Guerra Mundial, su uso decayó gradualmente, especialmente debido a las inversiones en la creación de aeropuertos durante la guerra, que facilitaron la introducción de aviones terrestres más grandes y rápidos. A pesar de quedar en gran medida relegados, algunos operadores siguieron utilizando hidrocanoas de forma limitada, como los Shin Meiwa US-1A y Martin JRM Mars. En el siglo XXI son utilizados básicamente para el lanzamiento de agua sobre incendios forestales, el transporte aéreo en archipiélagos y el acceso a áreas que carecen de infraestructuras. Muchos de los hidroaviones modernos, ya sean de tipo hidrocanoa o con flotadores, son aviones anfibios con trenes de aterrizaje retráctiles que también les permiten utilizar pistas de aterrizaje en tierra.

## Historia

### Pioneros

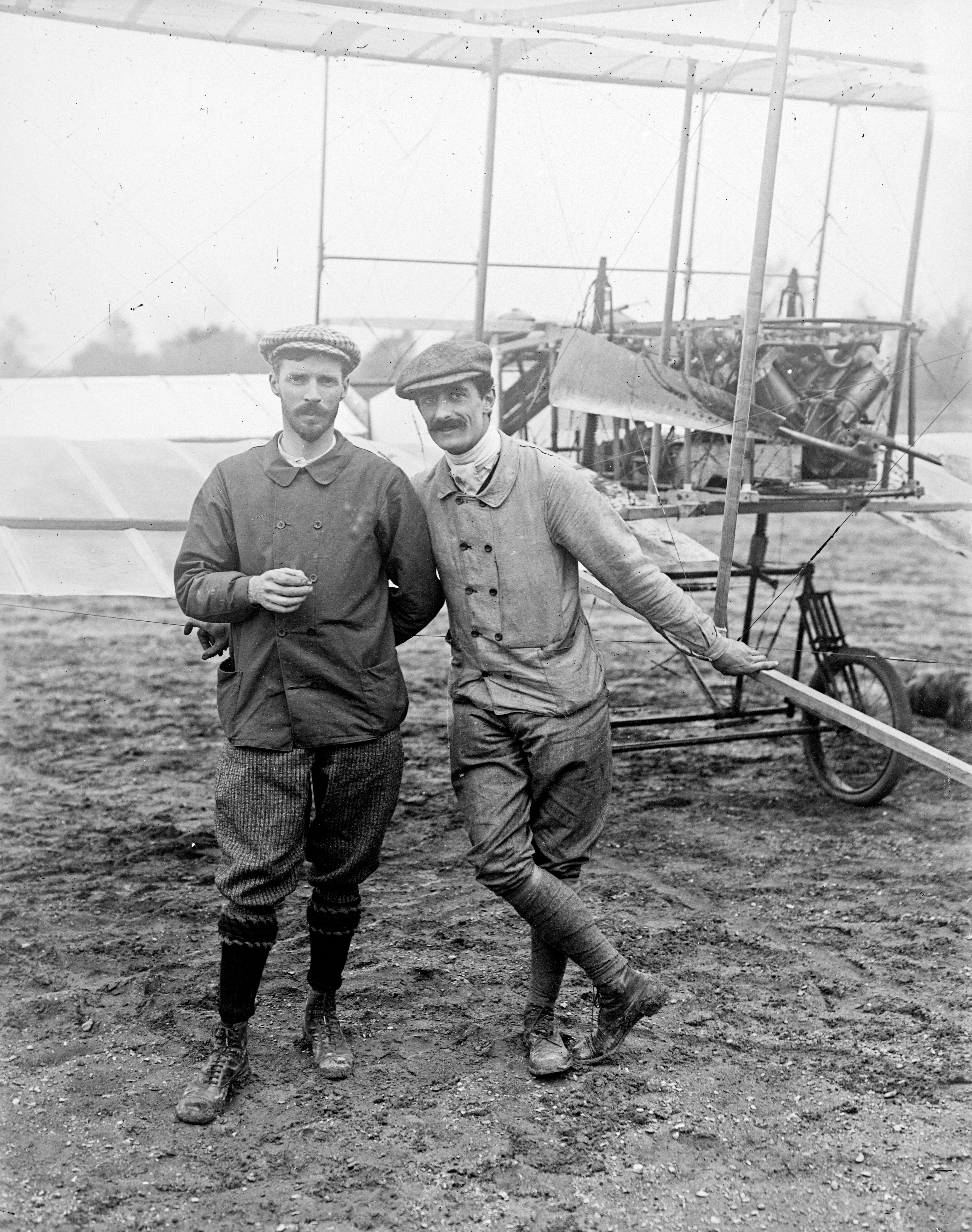
Gabriel Voisin, pionero del aire, que realizó uno de los primeros vuelos en hidroavión, con Henry Farman (izq.), en 1908.

El francés Alphonse Pénaud presentó la primera patente de una máquina voladora con casco de barco y tren de aterrizaje retráctil en 1876, pero al austriaco Wilhelm Kress se le atribuye la construcción del primer hidroavión Drachenflieger en 1898, aunque sus dos motores Daimler de 30 hp eran inadecuados para el despegue, y posteriormente se hundió al colapsar uno de sus dos flotadores.
El 6 de junio de 1905, Gabriel Voisin despegó y aterrizó en el río Sena con un planeador de cometa remolcado sobre flotadores. El primero de sus vuelos sin motor fue de 150 yardas. Posteriormente construyó un hidroavión con motor en colaboración con Louis Blériot, pero la máquina no tuvo éxito.
Otros pioneros también intentaron acoplar flotadores a los aviones en Gran Bretaña, Australia, Francia y Estados Unidos.
El 28 de marzo de 1910, el francés Henri Fabre voló con éxito el primer hidroavión a motor, el Hydravion con motor Gnome Omega, un hidroavión trimarán de flotadores. Su primer despegue y aterrizaje con éxito de un hidroavión inspiró a otros aviadores y Fabre diseñó flotadores para varios de ellos. La primera competición de hidroaviones se celebró en Mónaco en marzo de 1912, con aviones que utilizaban flotadores de Fabre, Curtiss, Tellier y Farman. Esto condujo a los primeros servicios regulares de hidroavión de pasajeros en Aix-les-Bains, utilizando un Sanchez-Besa de cinco plazas a partir del 1 de agosto de 1912. La Armada francesa encargó su primer hidroavión en 1912.
En 1911-12, François Denhaut construyó el primer hidroavión con un fuselaje que formaba un casco, utilizando varios diseños para dar sustentación hidrodinámica al despegue. Su primer vuelo con éxito tuvo lugar el 13 de abril de 1912. A lo largo de 1910 y 1911, el pionero aviador estadounidense Glenn Curtiss desarrolló su hidroavión hasta convertirlo en el exitoso hidroavión terrestre Curtiss Model D, que utilizaba un flotador central más flotadores estabilizadores en las alas. Combinando los flotadores con las ruedas, realizó los primeros vuelos anfibios en febrero de 1911 y fue galardonado con el primer Trofeo Collier por sus logros de vuelo en Estados Unidos. A partir de 1912, sus experimentos con un hidroavión con casco dieron lugar a los Model E y Modelo F de 1913, a los que llamó flying boats.
En febrero de 1911, la Armada de los Estados Unidos recibió el Curtiss Model E, y pronto probó los apontajes y despegues desde barcos con el Curtiss Model D.
En Gran Bretaña, el capitán Edward Wakefield y Oscar Gnosspelius comenzaron a explorar la viabilidad del vuelo desde el agua en 1908. Decidieron utilizar el lago Windermere, en el Distrito de los Lagos, el mayor de Inglaterra. Los primeros intentos de vuelo de este último atrajeron a grandes multitudes, aunque la aeronave no logró despegar y fue necesario rediseñar los flotadores, incorporando características de los exitosos cascos de las lanchas de Borwick. Mientras tanto, Wakefield encargó un hidroavión similar al diseño del Fabre Hydravion de 1910. En noviembre de 1911, tanto Gnosspelius como Wakefield disponían de aviones capaces de volar desde el agua y esperaban las condiciones meteorológicas adecuadas. El vuelo de Gnosspelius duró poco, ya que el avión se estrelló en el lago. Sin embargo, el piloto de Wakefield, aprovechando un ligero viento del norte, despegó con éxito y voló a una altura de 50 pies hasta Ferry Nab, donde realizó un amplio giro y regresó para realizar un amerizaje perfecto en la superficie del lago.
En Suiza, Emile Taddéoli equipó el biplano Dufaux 4 con flotadores y despegó con éxito en 1912. Un hidroavión se utilizó durante las Guerras de los Balcanes en 1913, cuando un Astra Hydravion griego hizo un reconocimiento de la flota turca y lanzó cuatro bombas.

## Galería

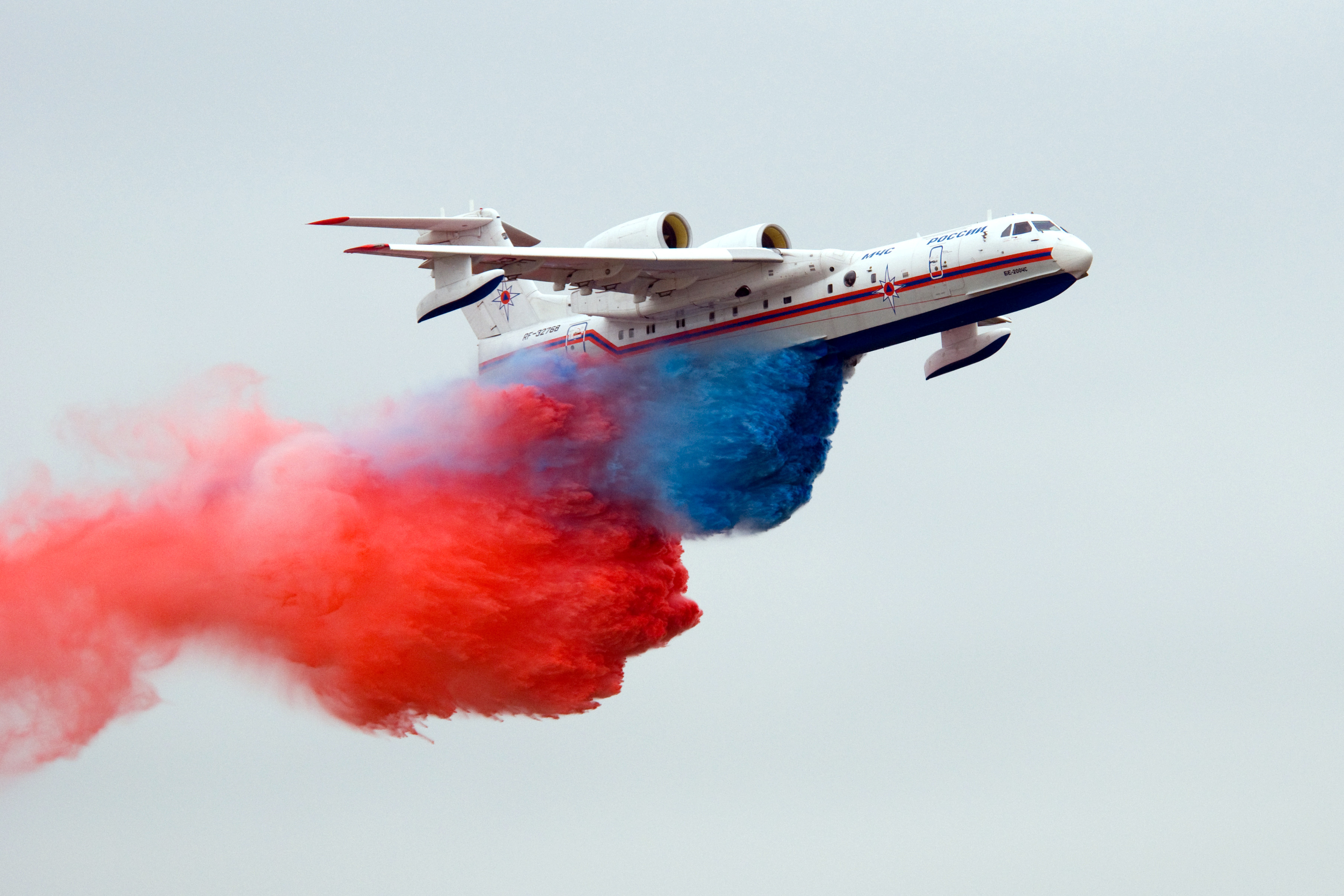
Beriev Be-200
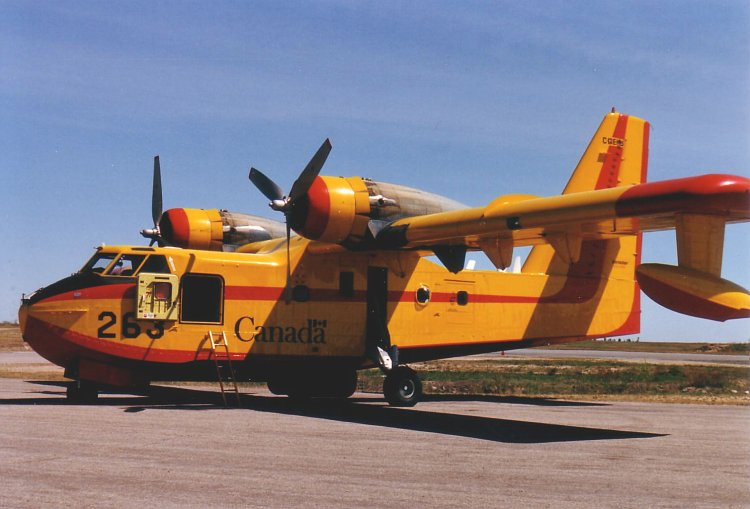
Canadair CL-215
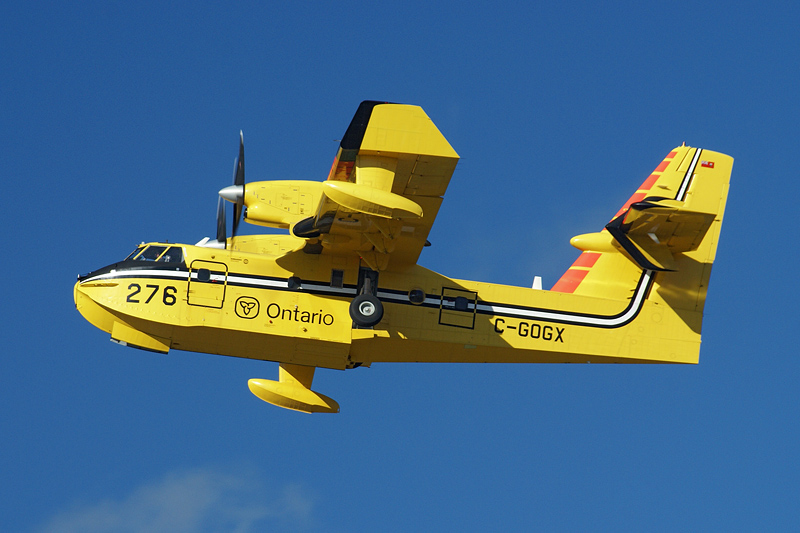
Canadair CL-415
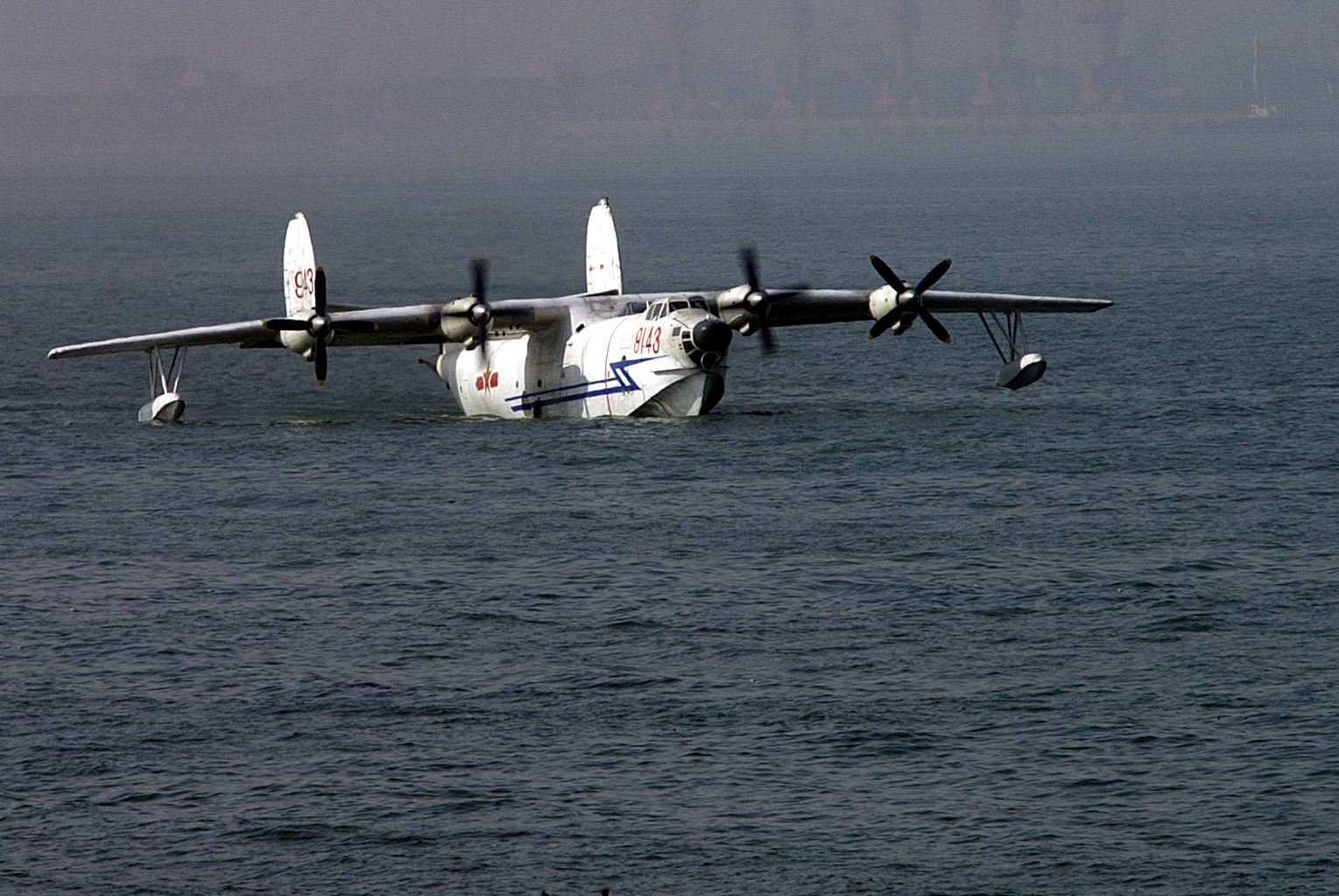
Harbin/Shuihong 5
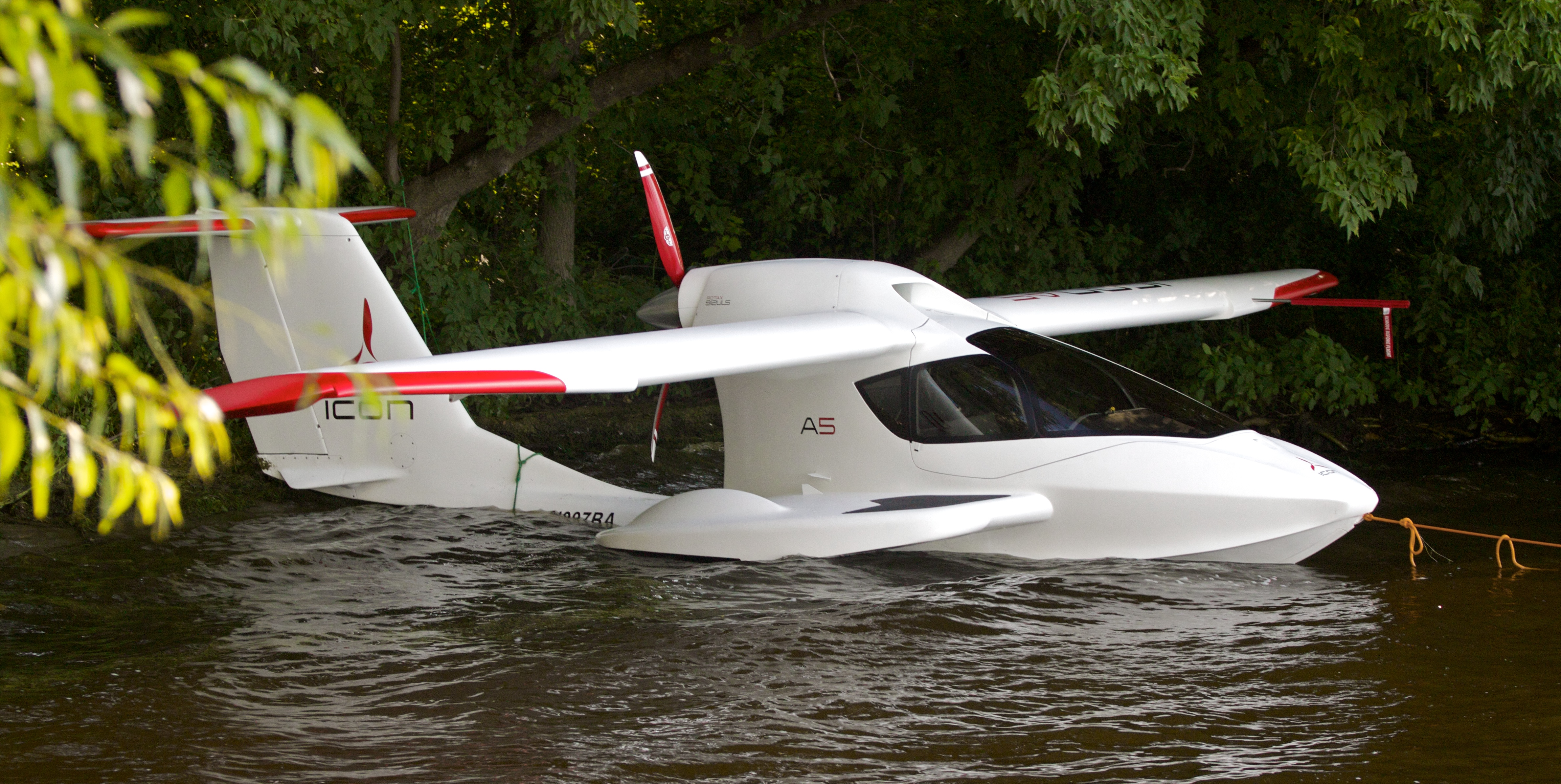
ICON A5
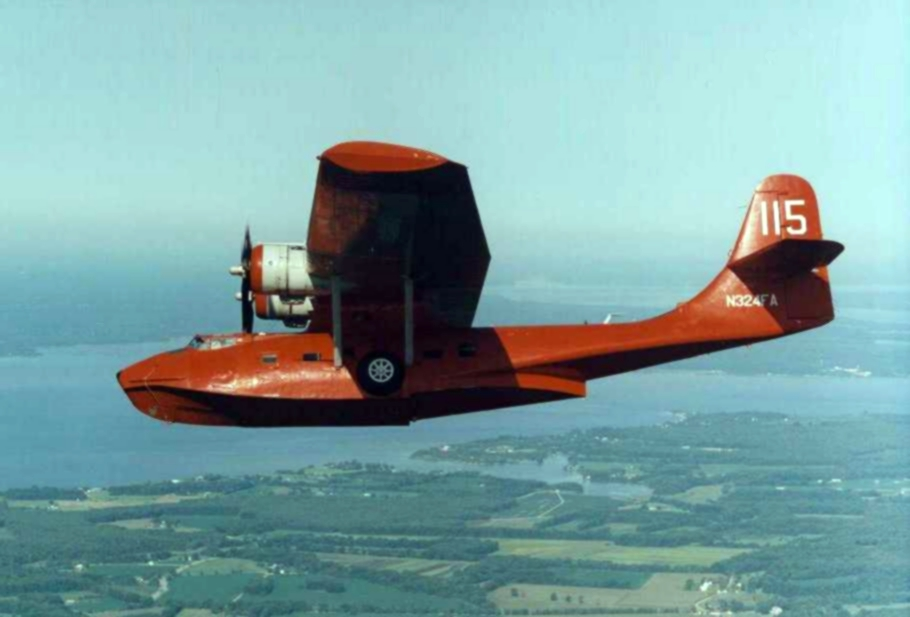
PBY Catalina
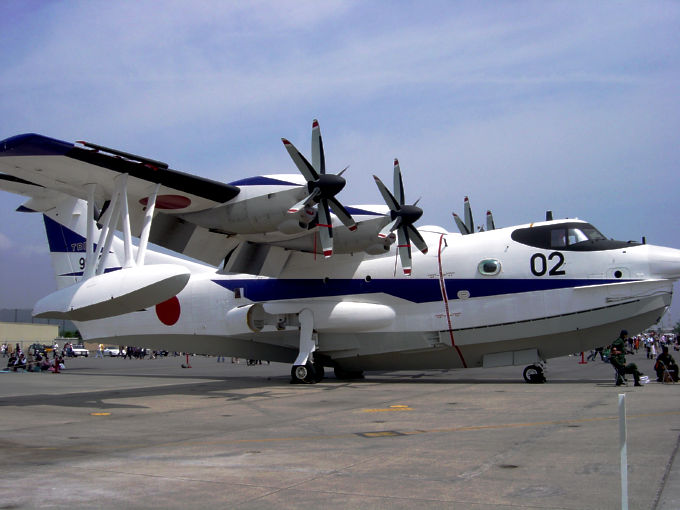
ShinMaywa US-2